# Fahrlässige Tötung
Fahrlässige Tötung ist eine Straftat aus dem Bereich der Tötungsdelikte (Delikte mit Todesfolge) in Zusammenhang mit Fahrlässigkeit (mangelnder Umsicht und Sorgfalt) und steht damit in klarem Gegensatz zu den vorsätzlichen Tötungen. Sie ist ein Erfolgs-Verursachungs-Delikt und schützt das Leben, aber nicht die Leibesfrucht. Sie wird in den verschiedenen Staaten unterschiedlich bestraft.

## Situation in Deutschland
Die fahrlässige Tötung ist eine Straftat, die nach § 222 StGB mit Geldstrafe oder Freiheitsstrafe bis zu fünf Jahren bestraft wird. Die fahrlässige Tötung ist zu den Tötungsdelikten im engeren Sinn zu zählen.
Die entsprechende Rechtsnorm lautet:
Problematisch bei sämtlichen Fahrlässigkeitsdelikten ist die Beurteilung des Sorgfaltsmaßstabs des Täters. Insbesondere bei Verkehrsunfällen ist zu prüfen, ob die verwirklichte Tötung auch bei pflichtgemäßem Alternativverhalten des Verursachers eingetreten wäre, da in diesem Fall dessen Strafbarkeit entfällt. Es ist stets abzuwägen, ob die Sorgfaltspflichtverletzung dem Täter noch zurechenbar ist, um eine Strafbarkeit zu begründen.
Tritt die fahrlässige Tötung in Zusammenhang mit einer anderen Straftat, wie der Körperverletzung, dem Raub, der Vergewaltigung, des sexuellen Übergriffs, der sexuellen Nötigung oder bestimmten anderen Begehungsdelikten auf, so ist zu prüfen, ob nicht durch den Gefährdungszusammenhang zwischen der vorhergehenden vorsätzlichen Straftat und der fahrlässigen Tötung ein erfolgsqualifiziertes Delikt verwirklicht wurde, das als Rechtsfolge einen erhöhten Strafrahmen aufweist.
Stirbt ein Kind, während es in einer Betreuungseinrichtung ist, wird regelmäßig wegen des Verdachts der fahrlässigen Tötung ermittelt.
Im Jahr 2020 wurden in Deutschland aufgrund von fahrlässiger Tötung im Straßenverkehr ohne Trunkenheit 600 Personen verurteilt, in Trunkenheit 48 Personen, außerhalb des Straßenverkehrs 287 Personen. Zu Haftstrafe ohne Bewährung verurteilt wurden davon 27 Personen im Straßenverkehr ohne Trunkenheit, in Trunkenheit 15 Personen, außerhalb des Straßenverkehrs 5 Personen.

## Situation in Österreich
Die fahrlässige Tötung ist in Österreich in § 80 StGB geregelt.  Sie ist ein prinzipiell von Mord und Totschlag abzugrenzendes Delikt und beschreibt eine Handlung mit direkter Todesfolge ohne Vorsatz. Der Strafrahmen liegt bei Freiheitsstrafe bis zu einem Jahr oder Geldstrafe. Hat die Tat den Tod mehrerer Menschen zur Folge, können seit 2016 bis zu zwei Jahren Freiheitsstrafe verhängt werden.
Daneben besteht der qualifizierte Tatbestand der Grob fahrlässigen Tötung (bis 2015 fahrlässige Tötung unter besonders gefährlichen Verhältnissen) (§ 81 StGB) mit einer erhöhten Strafdrohung (bis zu 3 Jahre; wenn die Tat den Tod mehrerer Menschen zur Folge hat, seit 2016 Freiheitsstrafe von sechs Monaten bis zu fünf Jahren). Der Begriff beschreibt, dass bei erkennbar gefährlichen Verhältnissen erhöhte Vorsicht angebracht ist, Fahrlässigkeit also schwerer wiegt.
Insbesondere fällt unter diesen Begriff der Kontext „Genuss von Alkohol oder der Gebrauch eines anderen berauschenden Mittels“, der sich auf die Zurechnungsfähigkeit auswirkt, obwohl dem Täter klar war oder klar hätte sein können, dass das die Risiken bevorstehender Tätigkeiten erhöht (Absatz 2), womit Fahrlässigkeit und Unzurechnungsfähigkeit im Zusammenhang mit Drogenkonsum eine prinzipiell andere Qualität haben. Diese Regelung ist etwa bei Verkehrsunfällen in Zusammenhang mit Alkoholmissbrauch und überhöhter Geschwindigkeit durch mangelnde Selbstkontrolle relevant.
Bis 2015 gab es im § 81 Regelungen über das „Führen gefährlicher Tiere“ (Abs. 1, Z. 3), der sich im Speziellen – aber nicht ausschließlich – auf die Kampfhunde-Thematik bezog. Unter Abs. 2 des Paragraphen fiel das berufliche Umfeld. Für diese Fälle bestehen seit 2016 keine Sonderregelungen mehr, allerdings kann hier nach der allgemeinen Vorschrift des § 6 Absatz 3 grobe Fahrlässigkeit vorliegen.

## Situation in der Schweiz
Die fahrlässige Tötung ist der Schweiz in Art. 117 StGB geregelt. Dort heißt es: „Wer fahrlässig den Tod eines Menschen verursacht, wird mit Freiheitsstrafe bis zu drei Jahren oder Geldstrafe bestraft.“